# Supercupa României 2007
Supercupa României 2007 a fost a zecea ediție a Supercupei, meciul de deschidere al sezonului competițional în Romania. Partida a avut loc în București, pe Stadionul Național, la data de 25 iulie 2007, și le-a opus pe FC Dinamo București, campioana sezonului 2006-2007 din Liga I, și FC Rapid București, câștigătoarea Cupei României, ediția 2006-2007. Trofeul a revenit după executarea loviturilor de departajare echipei Rapid.

## Detaliile meciului
| 25 iulie 2007 20:45 | Dinamo București | 1 – 1 (prel.) | Rapid București | Stadionul Național, București Spectatori: 30.000 Arbitru: Istvan Kovacs (Carei) |
| 25 iulie 2007 20:45 | Dănciulescu 116' | (Cronică)     | Burdujan 109'   | Stadionul Național, București Spectatori: 30.000 Arbitru: Istvan Kovacs (Carei) |

|                                                               |       | Penaltiuri                                               |  |
| Cristea · Chiacu · Ropotan · Niculescu · Dănciulescu · Pulhac | 5 – 6 | Maftei · Constantin · Stancu · Dică · Božović · Burdujan |  |

| Dinamo București | Rapid București |

| DINAMO BUCUREȘTI: |    |                       |     |     |
|                   |    |                       |     |     |
| P                 | 1  | Bogdan Lobonț         |     |     |
| F                 | 16 | George Blay           |     |     |
| F                 | 4  | Cosmin Moți           | 2'  |     |
| F                 | 26 | Ștefan Radu           |     |     |
| F                 | 3  | Cristian Pulhac       |     |     |
| M                 | 6  | Andrei Mărgăritescu   |     | 79' |
| M                 | 13 | Ianis Zicu            |     |     |
| M                 | 8  | Fabrice Fernandes     |     | 73' |
| A                 | 15 | Florin Bratu          |     | 61' |
| A                 | 10 | Ionel Dănciulescu (c) |     |     |
| A                 | 9  | Claudiu Niculescu     | 42' |     |
| Înlocuiri:        |    |                       |     |     |
| M                 | 22 | Hristu Chiacu         |     | 61' |
| M                 | 20 | Adrian Cristea        |     | 73' |
| M                 | 25 | Adrian Ropotan        |     | 79' |
| Antrenor:         |    |                       |     |     |
| Mircea Rednic     |    |                       |     |     |

| RAPID BUCUREȘTI:  |    |                    |      |     |
|                   |    |                    |      |     |
| P                 | 1  | Dănuț Coman        |      |     |
| F                 | 21 | Cristian Săpunaru  | 43'  |     |
| F                 | 24 | Vasile Maftei (c)  | 105' |     |
| F                 | 23 | Marius Constantin  |      |     |
| F                 | 19 | Vladimir Božović   |      |     |
| M                 | 17 | Marius Măldărășanu |      |     |
| M                 | 15 | Costin Lazăr       | 88'  |     |
| M                 | 8  | Ștefan Grigorie    |      | 46' |
| A                 | 7  | Césinha            |      | 78' |
| A                 | 9  | Ionuț Mazilu       |      |     |
| A                 | 29 | Mugurel Buga       |      | 93' |
| Înlocuiri:        |    |                    |      |     |
| M                 | 25 | Romeo Stancu       | 84'  | 46' |
| A                 | 20 | Lucian Burdujan    |      | 78' |
| M                 | 10 | Emil Dică          |      | 93' |
| Antrenor:         |    |                    |      |     |
| Cristiano Bergodi |    |                    |      |     |

| OFICIALII MECIULUI - Arbitri asistenți: - Cristian Nica - Aurel Onița - Al patrulea arbitru: - Aurelian Bogaciu JUCĂTORUL MECIULUI - Dănuț Coman | REGULILE MECIULUI - 90 de minute. - 30 de minute de prelungiri (două reprize de câte 15 minute) - Lovituri de departajare dacă scorul este egal după prelungiri. - Șapte jucători pe lista rezervelor - Maxim trei înlocuiri. |